# Kobelețke, Tîvriv
Kobelețke (în ucraineană Кобелецьке) este un sat în comuna Hrîșivți din raionul Tîvriv, regiunea Vinnița, Ucraina.

## Demografie
Componența lingvistică a localității Kobelețke
     Ucraineană (99,2%)
     Alte limbi (0,8%)
Conform recensământului din 2001, majoritatea populației localității Kobelețke era vorbitoare de ucraineană (99,2%), existând în minoritate și vorbitori de alte limbi.